# 愛知県道28号田原高松線
愛知県道28号田原高松線（あいちけんどう28ごう たはらたかまつせん）は、愛知県田原市内を走る主要地方道である。

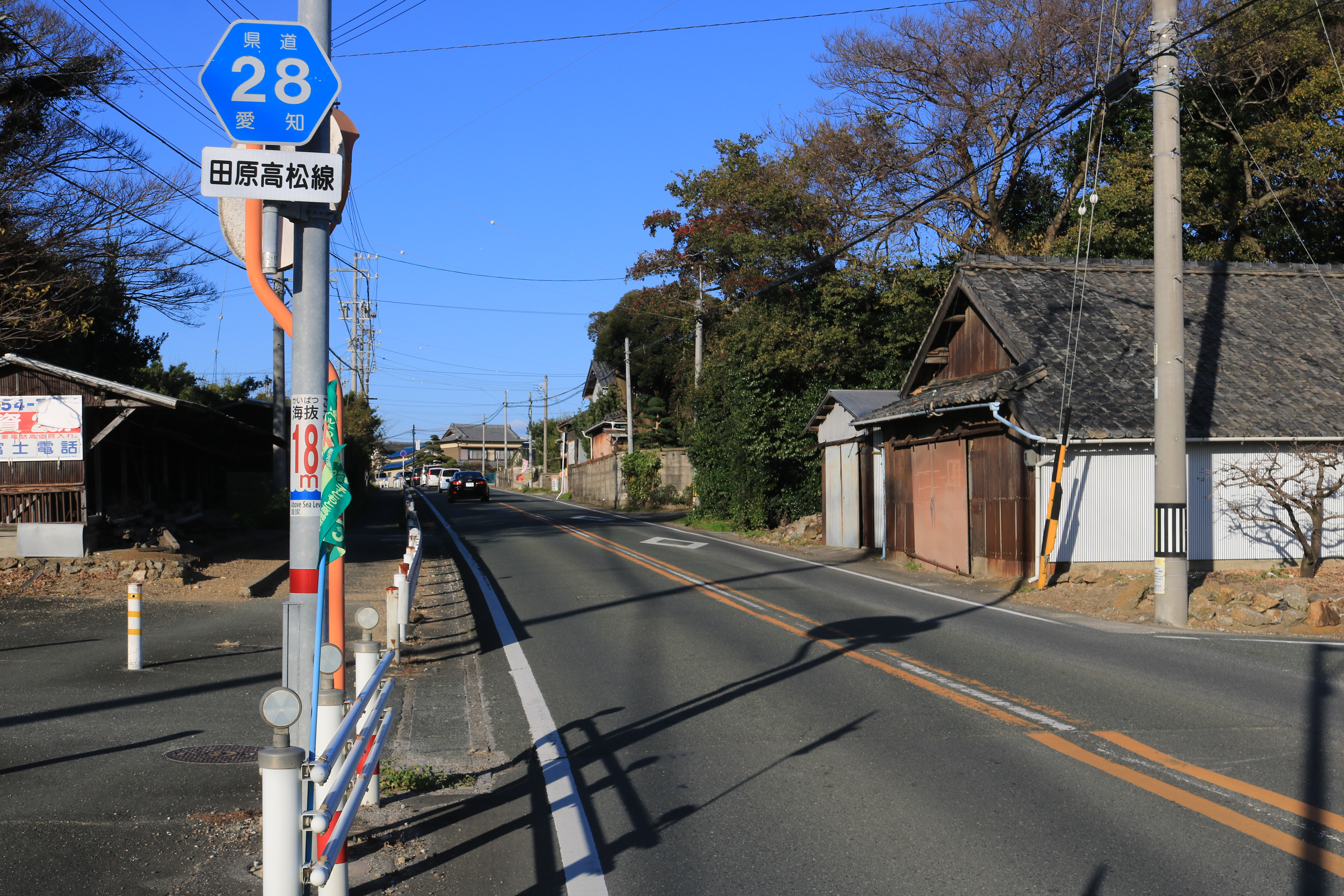
田原市内を通る愛知県道28号田原高松線

## 概要
田原市中心部の区間のうち、大坪交差点から大久保交差点までは国道259号の旧道を通る。

### 路線データ
- 起点：愛知県田原市[1]（愛知県道2号豊橋渥美線交点）
- 終点：愛知県田原市高松町[1]（国道42号交点）
- 総延長：約11.6km

## 歴史

### 年表
- 1994年（平成6年）4月1日：愛知県告示第395号により、愛知県道に認定された[1]。
- 2011年（平成23年）4月1日：田原赤羽根線から田原高松線に名称が変更された[2]。

## 路線状況

### 別名
- 田原街道（田原市）

## 地理

### 通過する自治体
- 愛知県
  - 田原市

### 接続する道路
- 愛知県道2号豊橋渥美線（童浦小学校南交差点）
- 愛知県道399号蔵王山線（蔵王山口交差点）
- 愛知県道413号六連三河田原停車場線（田原萱町交差点 - 新清谷交差点で重複）
- 国道259号（田原街道）（大久保南交差点）
- 愛知県道398号高松石神線（高松北交差点）
- 国道42号（表浜街道）（高松一色交差点）

### 周辺
- 吉胡貝塚
- イオン田原店
- コパンスポーツクラブ田原
- 田原文化会館
- 田原市図書館
- 田原市総合体育館
- ケーズデンキ田原パワフル館
- DCM田原店
- 豊橋鉄道渥美線 神戸駅・三河田原駅
- 田原市役所
- 田原郵便局
- 田原保健所
- 田原警察署
- 愛知県立渥美農業高等学校
- 黒河湿地植物群落
- 田原市立高松小学校